# 日立就職差別事件
日立就職差別事件（ひたちしゅうしょくさべつじけん）とは、1970年に発生した、日立製作所ソフトウェア工場に応募した在日韓国人二世の採用内定取り消しをめぐる事件である。1974年に、日立製作所を訴えた原告側の勝訴判決が出された。

## 概要
在日朝鮮人のAは、昭和45年（1970年）3月に高校を卒業後、職を転々としていた。同年8月末ごろ、横浜市戸塚区にある日立製作所ソフトウェア工場が従業員を募集していたのでこれに応募した。応募の際、Aは履歴書の氏名欄には本名ではなく常々名乗っていた日本名を記載し、本籍欄については、在日韓国人のAには本籍がないので、父母の住所のうち市までを記し、後は以下略と記していた。職歴については、応募までに2社に勤務していたが、Aは職歴があると採用に不利になると考え、職歴を記載せず、また応募当時はAは当時属していた会社の寮に住んでいたが、履歴書では寮と異なる住所を記載した。ただし、身上書には正しい住所を記載した。
同年8月23日の採用面接の際、現住所と職歴について、あらかじめ用意した履歴書と、試験の前に記入した身上書との内容（前述の住所と職歴）が一致しなかったため、Aは面接官Gに問い質された。GはA本人から2社の在籍歴、及び実際の住所が現会社の寮であることを聞き、その際にGは「職歴の有無が採否に影響することがない」旨を述べていた。氏名と本籍については、履歴書と身上書とで記載が一致していたため個別に問い質されることはなかった。もちろん、身上調書の末尾には「この調書に私が記載しました事項はすべて真実であり、偽り、誤り、重要な事項の記入議を申し立てません」旨が固定文字で明記されており、Aも右記載を承知で必要事項を記載し署名捺印していた。
Aは採用試験に合格した。ソフトウェア工場はAに対し、まず履歴書記載の住所に通知を出したが、これはソフトウェア工場に返送されたため、改めて身上書にあった住所に送ったところ、こちらはAに届いた。採用通知書は9月4日にAに届き、初出社日は同月21日であった。そこでAは同月15日付で当時勤めていた会社Bを退職した。採用通知書では、会社寮への入寮に際に、戸籍謄本等の必要書類を提出する旨命じられていた。Aは同月15日、ソフトウェア工場に電話をし、自分は在日韓国人のため戸籍謄本は取れないので提出できない旨を述べた。これに応じてソフトウェア工場はAに採用保留を告げた。そして同月17日、就業規則に基づくとして内定取り消しを行った。
Aは提訴。裁判では、Aは本件解雇は公序良俗に反しかつ国籍ないし社会的身分を理由として差別的取り扱いをしたものであり無効であると主張し、会社側は、Aは本籍がないため、入社に必要な戸籍謄本を取れないことをあらかじめ知っておりながら、その事実を隠して採用に応募したこと、また過去の職歴を隠していたことも合わせ、会社の臨時員就業規則にある「経歴を詐り又は詐術を用いて雇い入れられたとき」に準ずるとして内定を取り消したのであると主張した。

## 裁判
1974年の横浜地裁の判決（石藤太郎裁判長）は次のように論じた。
まず両者間の労働契約については、被告の会社がAに採用承諾の通知を発した1970年9月2日に成立したとし、その後の書類提出や労働契約書のやり取りは一種の確認行為に過ぎないとした。一方で、この雇い入れは原告の主張する従業員ではなく、2か月期限の臨時員としての雇用であるとした。
職歴については、採用決定前に原告は真実を伝えており、その上で被告は一旦は採用を決定している、また職歴の内容も、勤務歴が短く、またソフトウェア開発とは関係のない職種であった、更に採用に際しては被告側も原告の職歴をさして重要視していない、などの理由から、原告が当初、真実の職歴を伝えなかったことは被告側の解約権行使の事由としては重要性に乏しいとした。
在日朝鮮人の来歴については、「一九一〇年八月日韓併合を成し遂げた日本は、土地調査事業を通じて朝鮮農民の土地を奪い、彼らが日本に渡航せざるを得ない立場に陥れ（た。また、）日本の重要産業部門に朝鮮人労働者を動員、移入することを決定し、まさに「野犬狩り」に等しい方法で朝鮮人の日本への強制連行がなされた（。）そして一方では「内鮮一体」等のスローガンの下に朝鮮人からその名前を、言語を、文化を、民族性をも奪（った。）このような事態は戦後においても異ならない。日本国家は、在日朝鮮人に対して、国籍選択の自由さえ奪い、一般外国人並みの処遇すら与えず、無国籍者に等しい状態に放置し、義務のみあつて権利を享受できないようにしてその生活を圧迫し、さまざまな差別と抑圧を加え続けてきている。」とした。
次に、Aのいわゆる通名の使用については、「在日朝鮮人が自己の氏名の他に「日本名」を持たされている事実は、現実に生きている一人ひとりの在日朝鮮人が、人間としての存在を真二つに分断させられていることに他ならないからである。（……）在日朝鮮人における「日本名」は、自ら意図して積極的に選びとつたものではなく、日本社会が一方的に強制したものに他ならない。「日本名」を用いなければその存在を認めないという日本社会の論理は、裏返せば「日本名」こそその存在の証しということになり、「日本名」は単なる通称というような域を逸脱して、在日朝鮮人の存在をさし示す呼称としての役割を日本社会自らによつて負わされているのである。」としたうえで、原告は生誕時から日本名を両親から与えられており、普段はこの通名で生活し、卒業証書にも通名が使われている程であったこと、一方で本名は僅かな公文書の上でしか使用してこなかったことから、通名を「偽名」と判断することはできないとした。そして大企業が在日朝鮮人の採用を拒むなど、在日朝鮮人が置かれた厳しい立場を考えれば、本名不記載については極めて同情できる部分が多いとした。
さらに、Aの本籍に関しては、「在日朝鮮人は外国人であるから、日本国に本籍地がないのは当然である。（……）ともかく日常的な有形無形の在日朝鮮人に対する差別は、氏名とともにその国籍、戸籍が判明した時に最も露骨にあらわれる。日本社会の朝鮮人に対する差別が厳存する現実にあつて、就職の際要求される「戸籍謄本」は、在日朝鮮人に対する差別の武器として使われているのである。」などとして、Aの本籍の偽装についても同情すべき点があるとした。また戸籍謄本の提出についても、労働契約締結の要件とは言い難く、これを理由とした解雇は失当であるとした。
被告は名目上では原告が在日朝鮮人であることを採用拒否の理由としておらず、一方で上記の点から、原告の氏名・本籍や職歴の問題は、原告を臨時員として被告会社の企業内に留めておくことができないほどの不信義性はないとし、被告が採用を取り消した本当の理由は原告が在日朝鮮人であること、すなわち「国籍」であるとし、解雇は許されず、労働基準法3条にも抵触し、公序に反するとし、原告の勝訴とした。被告は控訴せず、判決が確定した。